# دی‌فلودیازپام
دی‌فلودیازپام (انگلیسی: Difludiazepam) یک مشتق بنزودیازپین است که مشتق ۲،۶-دی فلوئورو فلودیازپام است. این ماده در دهه ۱۹۷۰ میلادی اختراع شد، اما هرگز به بازار عرضه نشد، و به عنوان یک ابزار تحقیقاتی برای کمک به تعیین شکل و عملکرد گیرنده‌های GABAA، که دارای IC50 ۴.۱ نانومتر است، استفاده شده است.